# پره‌اکلامپسی
پری-اکلامپسیا (به انگلیسی: Pre-eclampsia) از عوارض دوران بارداری و یک اختلال چندارگانی است که در ۵ تا ۷ درصد از بارداری‌ها در کشورهای غربی رخ می‌دهد. این بیماری یکی از علت‌های مهم مرگ و میر مادران باردار است که باعث عوارض جنینی و مادری می‌شود. این عارضه پس از هفتهٔ بیستم بارداری رخ می‌دهد و با فشار خون سیستولیک بیشتر از ۱۴۰ میلی‌متر جیوه یا دیاستولیک بیشتر از ۹۰ میلی‌متر جیوه تشخیص داده می‌شود که معمولاً با پروتئینوری همراه است.
در صورت عدم درمان، پری‌اکلامپسی ممکن است منجر به تشنج شود که در آن صورت به عنوان اکلامپسی شناخته می‌شود. در این حالت بایستی که پایان بارداری ولو با سزارین یا کورتاژ (سقط جنین) انجام شود.
در این بیماری شایع‌ترین علائم تشنج بوده و همچنین درصد و امکان بسیار بالایی دارد.
برآورد می‌شود پره‌اکلامپسی سالانه در سراسر جهان باعث مرگ بیش از ۷۰ هزار مادر و ۵۰۰ هزار جنین می‌شود.

## علل
علت اصلی پری-اکلامپسیا ناشناخته است و تنها راه قطعی درمان آن پایان دادن به بارداری و خارج کردن جنین و جفت است. به طور کلی قلب زنان باردار باید خون بیشتری برای جنین و جفت پمپاژ کند. مقدار خونی که در هر ضربان قلب در بارداری سالم پمپ می‌شود، یک و نیم تا دو برابر حالت عادی است. این موضوع می‌تواند باعث بالا رفتن غیر عادی فشار خون و بیماری شود.
با این وجود علل احتمالی زیر مطرح شده‌است:
- جریان خون ناکافی به رحم
- صدمه به جدار عروق
- اختلال در سیستم ایمنی
- رژیم غذایی بد
- پروتئین در ادرار

اختلالات دیگری نیز می‌تواند در این میان اثرگذار باشد:
فشار خون بارداری: فشار خون بالای ویژه دوران بارداری که در آن پروتئین بیش از حد در ادرار یا سایر نشانه‌های آسیب اندام دیده نمی‌شوند. بعضی از زنان مبتلا به فشار خون بارداری در نهایت به پره‌اکلامپسی دچار می‌شوند.
پرفشاری خون مزمن: پرفشاری خون مزمن فشار خون بالا است که قبل از بارداری وجود داشته یا قبل از هفتهٔ ۲۰ بارداری اتفاق می‌افتد. اما به این دلیل که فشار خون بالا معمولاً علائم ندارد، ممکن است دشوار باشد که زمان آغاز آن مشخص شود.
پرفشاری خون مزمن با پره‌اکلامپسی سوپاپ: این بیماری در زنان مبتلا به فشار خون بالای مزمن، پیش از بارداری رخ می‌دهد، اما پس از آن افزایش فشار خون و پروتئین در ادرار یا سایر عوارض سالم در دوران بارداری افزایش می‌یابد.

## انواع
پری-اکلامپسیا دارای دو نوع خفیف و شدید است.
نوع شدید با فشار خون سیستولی ۱۶۰ میلی‌متر جیوه یا بیشتر و فشار خون دیاستولی ۱۱۰ میلی‌متر جیوه یا بیشتر، پروتئینوری دو مثبت یا بیشتر، کراتینین بالا، افزایش آنزیم‌های کبدی و سردرد، الیگوری، ادم ریوی، درد ناحیه فوقانی شکم، اختلال بینایی و ترومبوسیتوپنی مشخص می‌شود.

## علائم و نشانه‌ها
پره‌اکلامپسی معمولاً نشانهٔ هشداردهنده‌ای ندارد و اغلب تنها راه تشخیص آن‌ها اندازه‌گیری فشار خون و بررسی نتیجهٔ آزمایش ادرار است. اما علائم زیر می‌تواند به دلیل پره‌اکلامپسی ایجاد شود:
- سردرد شدید
- استفراغ شدید
- مشکلات بینایی
- درد در ناحیهٔ زیر دنده
- ورم ناگهانی در صورت و دست

## خطرات
خطرت احتمالی این مشکل در دوران بارداری و در صورت درمان نشدن می‌تواند به شکل‌های زیر باشد:
- سکتهٔ مغزی
- درست عمل نکردن کلیه
- خوب عمل نکردن کبد
- مشکلات لخته شدن خون
- زایمان زودرس
- مرگ جنین
- تجمع مایع در ریه
- تشنج شدید

## عوامل افزایش خطر
- سابقه ابتلای به پری-اکلامپسیا (قوی‌ترین عامل خطر)
- وجود دیابت پیش از بارداری
- شاخص توده بدنی بالاتر از ۳۵ قبل از بارداری
- نخستین بارداری
- دوقلویی
- سن بالای ۴۰ سال در مادران
- فشار خون بالای ۱۳۰ میلی‌متر جیوه در اولین نوبت ویزیت[۶]

## درمان
درمان رایج پری-اکلامپسیا خفیف یا مسمومیت بارداری کنترل فشار خون، رژیم غذایی و تجویز سولفات منیزیم است.
و همچنین لازم است مادر از خوردن غذا‌های سنگین و پرچرب جدا خودداری کند.

## پیشگیری
برای پیشگیری از ابتلا به پره‌اکلامپسی می‌توانید موارد زیر را جدی‌تر بگیرید:
- کاهش وزن برای باردار شدن
- رژیم غذایی کامل و صحیح و سالم
- انجام آزمایش‌های بارداری
- اهمیت به مراقبت‌های بارداری[۷]

با استفاده از آسپرین با دوز پایین (مانند ۸۰ میلی‌گرم) روزانه می‌توان از پره‌اکلامپسی جلوگیری کرد.

## پره‌اکلامپسی بعد از زایمان
پره‌اکلامپسی پس از زایمان نیز وجود دارد که یک عارضهٔ کمیاب است. این بیماری بیشتر با اندازه‌گیری فشار خون بالا و وجود پروتئین اضافی در ادرار مادر توسط آزمایش ادرار در بیمارستان و پس از زایمان تشخیص داده می‌شود. اغلب موارد پره‌اکلامپسی پس از زایمان طی مدت ۴۸ ساعت بعد از زایمان ایجاد می‌شود. پره‌اکلامپسی پس از زایمان باید فوراً درمان شود. چون در صورت درمان نشدن می‌تواند منجر به تشنج و عوارض جدی دیگری برای خانمی که زایمان کرده‌است شود.